# Керкини (озеро)
Керки́ни (греч. Λίμνη Κερκίνη) — водохранилище в северной Греции, на северо-западе периферийной единицы Сере в периферии Центральная Македония. Лежит в 47 километрах от греческо-болгарской границы; в 20 километрах к юго-западу расположен административный центр периферийной единицы Сере, в 10 километрах к востоку — город Сидирокастрон. Водохранилище было образовано на реке Стримонас в 1932 году для ирригации и предотвращения наводнений, гидротехнические работы в 1983 и 1987 годах его увеличили. Площадь его зеркала составляет 109,96 км², а площадь водосборного бассейна — около 11 520 км². Территория водохранилища является рамсарским угодьем, ключевой орнитологической территорией и входит вместе с горой Крусия (Мавровуни) в сеть природоохранных зон «Натура 2000».
Водохранилище занимает аллювиальную равнину между горными массивами Керкини и Мавровуни, ранее заболоченную. В основном водохранилище питает река Струма, средний расход воды которой при впадении в озеро равен 65-83 м³/с. На северо-западе в него также впадают река Керкинитис и несколько небольших ручьёв. Скорость накопления осадков в водоёме составляет не менее 1,7 миллионов кубометров в год.
В районе водохранилища отмечено 785 видов сосудистых растений. Весьма богата орнитофауна водоёма — не менее 300 видов птиц (из 407 обитающих в Греции), два из которых, кудрявый пеликан (Pelecanus crispus) и малый баклан (Phalacrocorax pygmaeus), повсеместно находятся под угрозой исчезновения. Фауна также включает 28 видов млекопитающих, 12 видов рептилий, 9 видов амфибий, 8 видов беспозвоночных и 27 видов рыб.